# ジャンダルメンマルクト
座標: 北緯52度30分49秒 東経13度23分34秒 / 北緯52.51361度 東経13.39278度

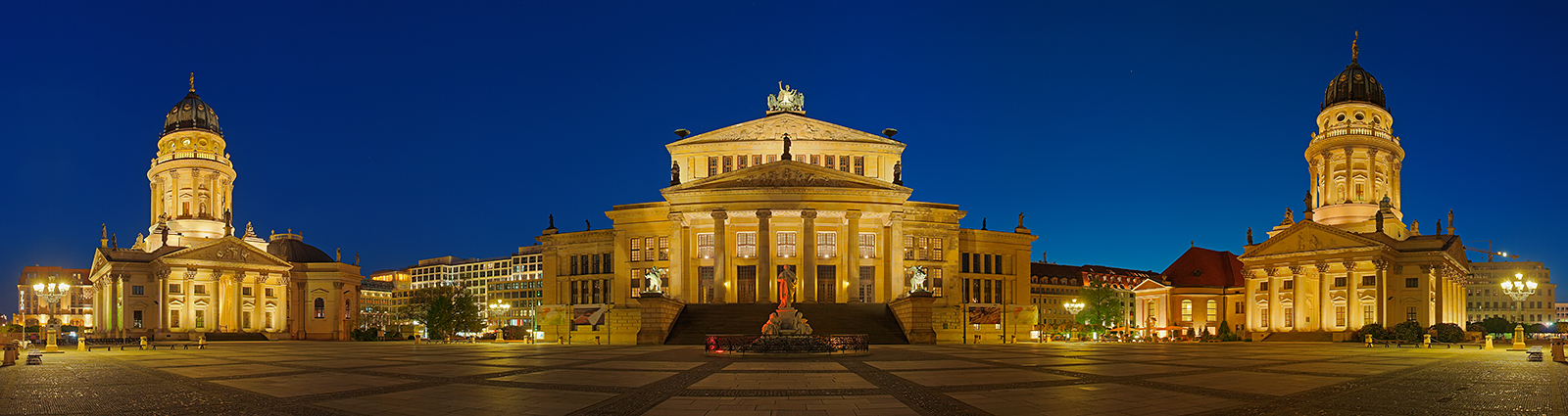
2008 panorama of the Gendarmenmarkt, showing the Konzerthaus, flanked by the German Church (left) and French Church (right)

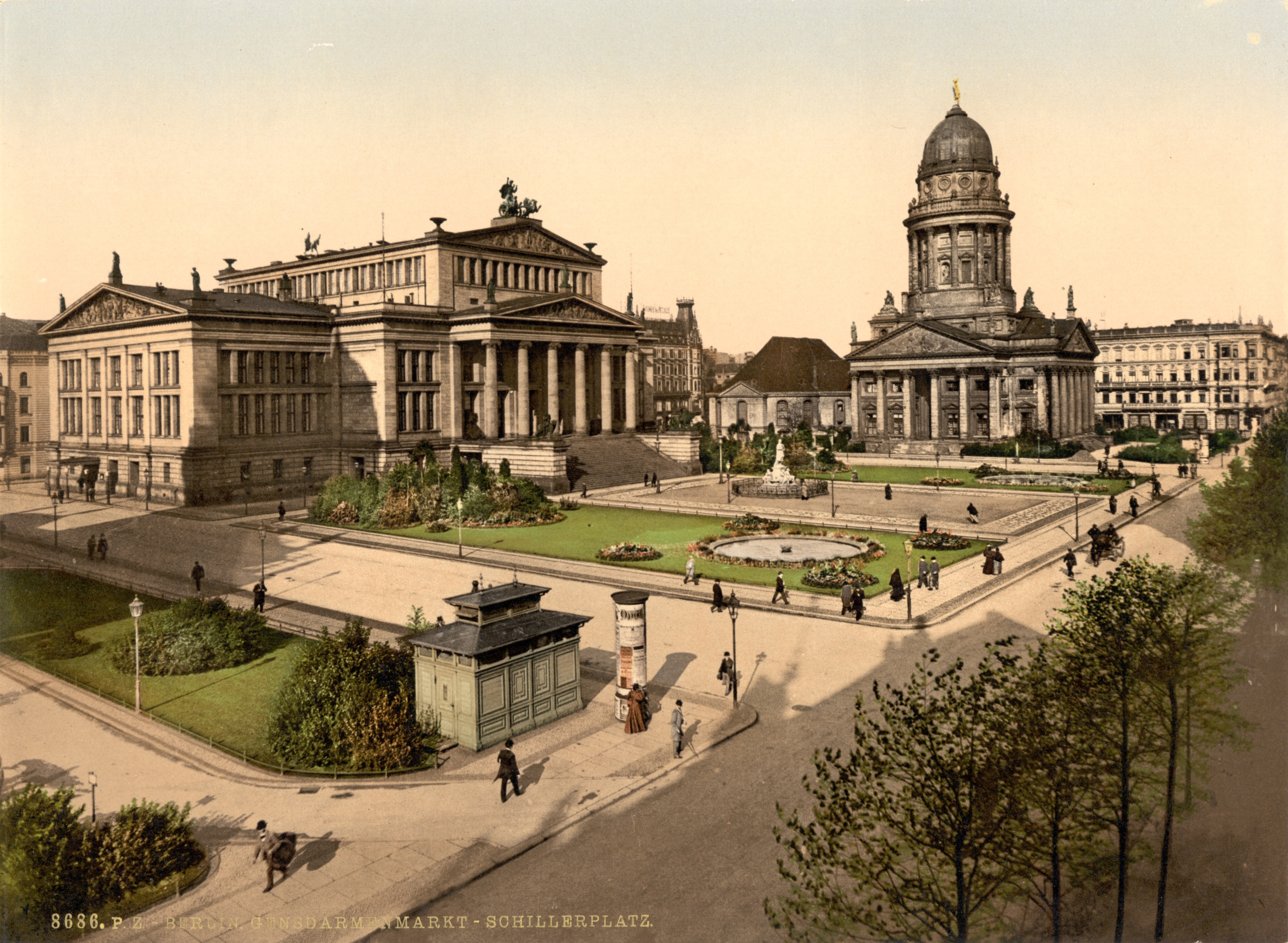
Gendarmenmarkt around 1900

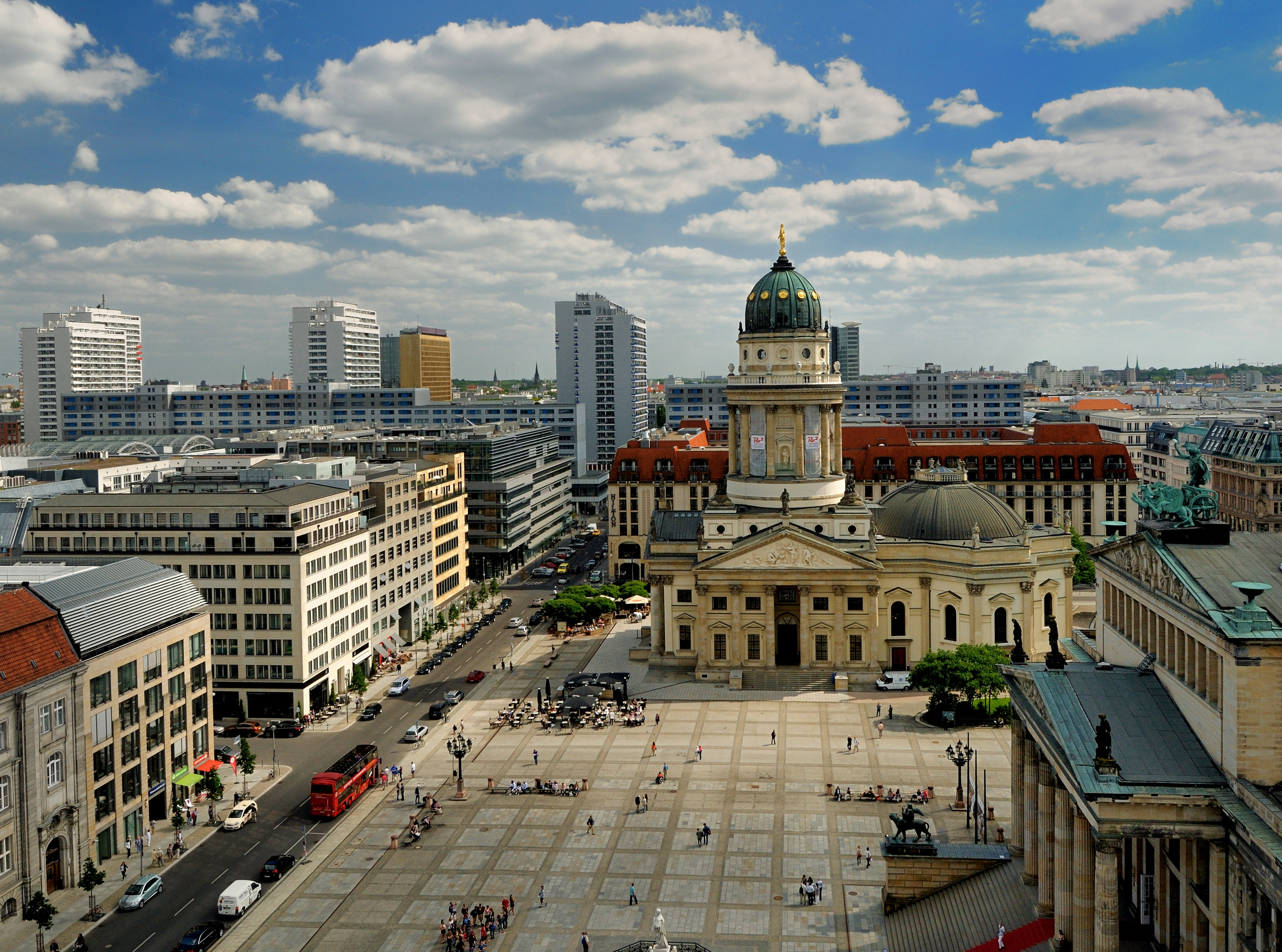
View of Gendarmenmarkt with the Konzerthaus to the right and the German Church in the back, as seen from the top of the French Church, 2011

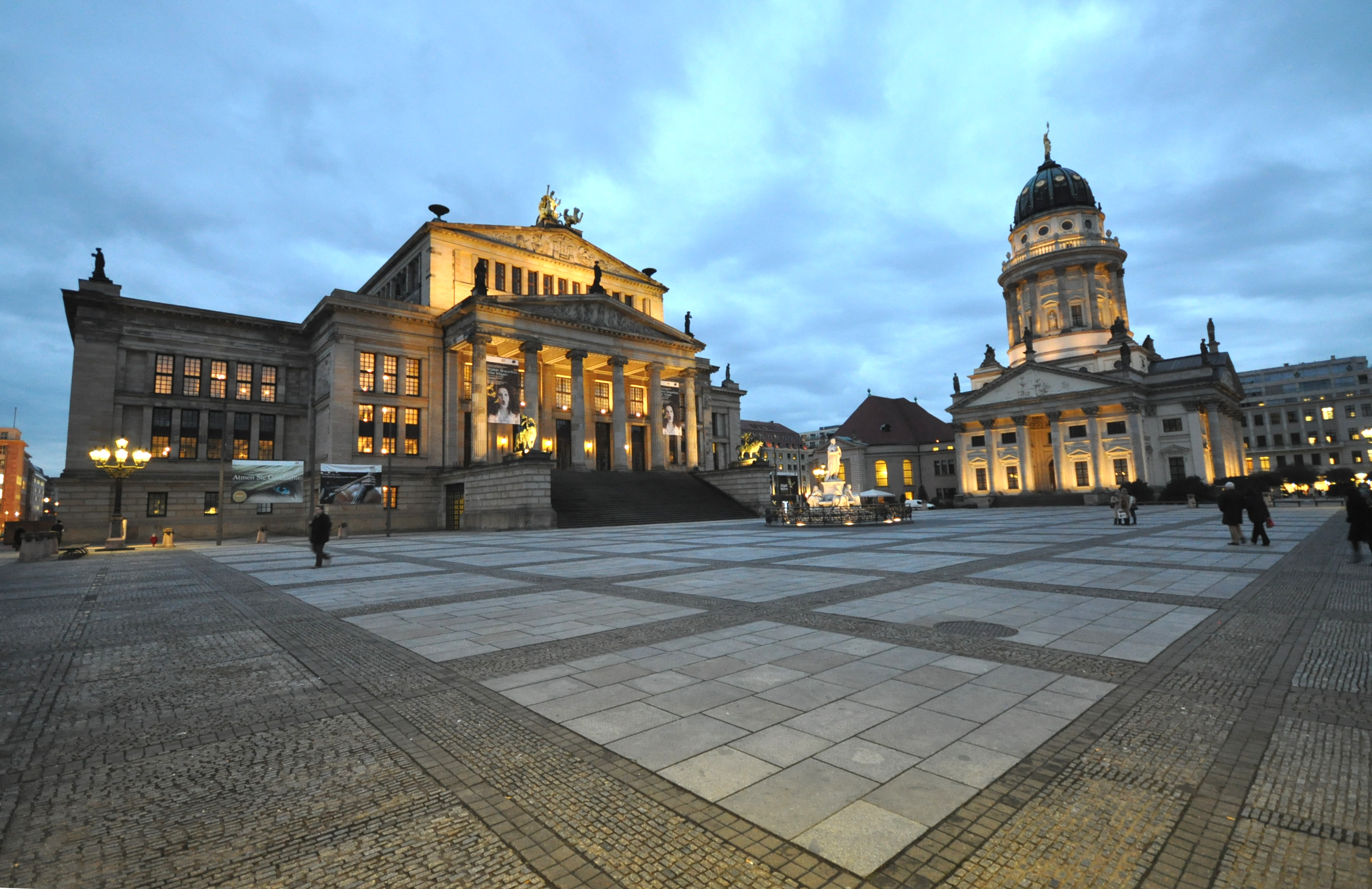
Gendarmenmarkt at dusk

German Church and Concert Hall

ジャンダルメンマルクト（Gendarmenmarkt）は、ベルリンの広場であり、コンサートホール、フランス、ドイツの教会を含む建築物群である。広場の中央には、詩人フリードリヒ・シラーの記念碑が立っている。広場は、17世紀の終わりにヨハン・ネリングによって作成され、1773年にゲオルク・ウンガーによって再建された。ジャンダルメンマルクトは、1773年まで広場に厩舎を持っていた胸甲騎兵連隊Gensd'Armesにちなんで名付けられた。
第二次世界大戦中、ほとんどの建物はひどく損傷または破壊され、今日それらの多くが復元されている。

## 起源
ジャンダルメンマルクトは1688年に最初に建てられ、それは市場であり、ベルリンの新興地区の1つであるフリードリッヒシュタットの西部拡張の一部であった。